# Dzwony z Balangigi
Dzwony z Balangigi (hiszp. Campanas de Balangiga; tagalski Mga kampana ng Balangiga) – trzy dzwony kościelne, które zostały zagrabione przez wojska lądowe Stanów Zjednoczonych z kościoła św. Wawrzyńca (hiszp. San Lorenzo de Martir) w Balangidze na Filipinach. Dzwony stanowiły zdobycz wojenną – ich zabranie był konsekwencją bitwy o Balangiga, do której doszło w 1901 roku podczas wojny filipińsko-amerykańskiej. Jeden dzwon był w posiadaniu 9 Pułku Piechoty w jego południowokoreańskiej bazie wojskowej Camp Red Cloud, a dwa pozostałe znajdowały się w Bazie Sił Powietrznych im. Francisa E. Warrena w Cheyenne.
Przedstawiciele Kościoła katolickiego na Filipinach, władze Filipin i mieszkańcy Balangigi nieskutecznie starali się odzyskać dzwony od końca lat 50. Postęp w negocjacjach osiągnięto w 2018 roku, dzwony zaś powróciły na Filipiny 11 grudnia 2018 roku, po 117 latach od ich zagarnięcia.

## Historia
W 1854 roku kościołowi w Balangidze zostało nadane wezwanie świętego Wawrzyńca z Rzymu, męczennika. Zebranie funduszy na zakup pierwszego dzwonu kościelnego prawdopodobnie zajęło mieszkańcom miasta kilka lat. Został on odlany około 1853 roku. Jest na nim umieszczony herb franciszkański. Średnica klosza wynosi 31,25 cala (794 mm), a jego wysokość to 30 cali (760 mm). Na dzwonie widnieje napis: R. San Francisco Año El 1853. Ta inskrypcja może nawiązywać do osoby fundatora, odlewni, w której wykonano dzwon, lub jest rozwijana do Religioso de San Francisco, co stanowi odwołanie do nazwy zakonu franciszkanów.
Drugi dzwon został odlany około 1889 roku. Ma średnicę klosza 27,75 cala (705 mm) i wysokość 27,5 cala (700 mm). Miasto nabyło go w 1889 roku z inicjatywy ks. Agustína Delgado, którego imię zostało umieszczone na dzwonie – widnieje na nim napis: Se Refundió Siendo Cura Parroco El M.R.P.F Agustín Delgado Año 1889. Oba wykonane z brązu dzwony po hiszpańsku określano jako wiszące dzwony, campanas colgantes, a były one uruchamiane za pomocą przymocowanej liny.
Trzeci, najmniejszy dzwon mógł zostać nabyty w 1895 roku z inicjatywy ks. Bernarda Aparicio. Szacuje się, że mierzy między 23 a 24 cale (580 mm–610 mm) wysokości, a jego średnica klosza wynosi około 20 cali (510 mm). Również znajduje się na nim herb franciszkański. Na dzwonie widnieje napis: Se Refundio Siendo Parroco P. Bernardo Aparicio Año 1895. Oprócz funkcji religijnej pełnił on też rolę sygnalizacyjną, ostrzegając przed atakami piratów, rozprzestrzeniającym się ogniem czy zbliżającymi się tajfunami. Został przetopiony z kawałków brązu.

## Bitwa o Balangigę
28 września 1901 roku żołnierze Filipińskiej Armii Republikańskiej i nieregularne siły zbrojne z Balangigi dokonały ataku na niespodziewającą się niebezpieczeństwa Kompanię C 9 Pułku Piechoty Stanów Zjednoczonych, zabijając 48 żołnierzy i raniąc 22 spośród 78 członków jednostki. Czterej amerykańscy żołnierze uciekli bez szwanku, a kolejni czterej zostali uznani za zaginionych i zmarłych. Zgodnie z szacunkami w walkach zginęło od 20 do 30 Filipińczyków, podobna liczba doznała zranień. Podczas starcia dzwonił jeden z dzwonów kościelnych, oznajmiając o rozpoczęciu ataku. Prawdopodobnie był to najmniejszy z nich.

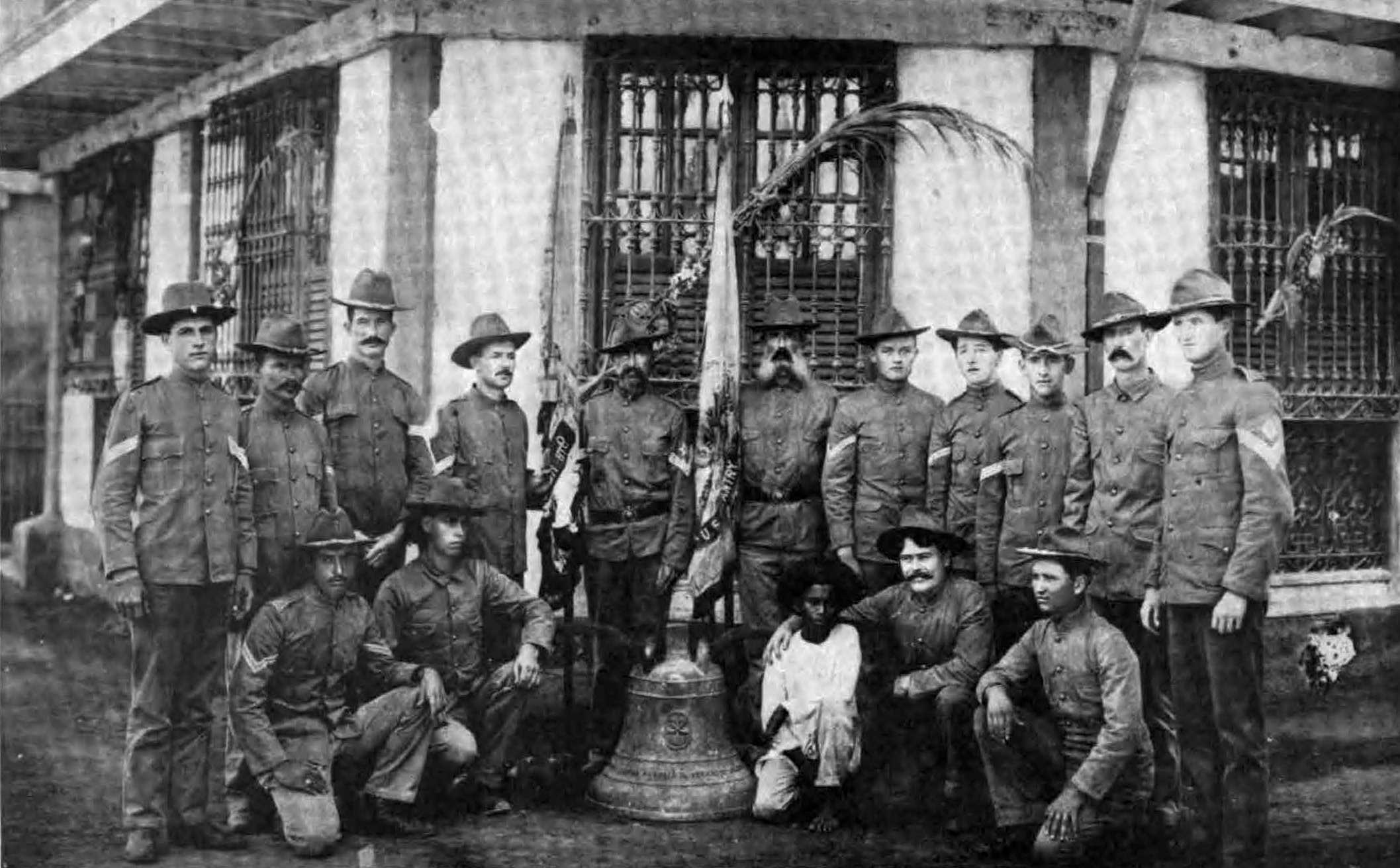
Amerykańscy żołnierze z Kompanii C 9 Pułku Piechoty pozują z jednym z dzwonów z Balangigi zdobytym jako trofeum wojenne. Zdjęcie wykonano w Calbayog w kwietniu 1902 roku

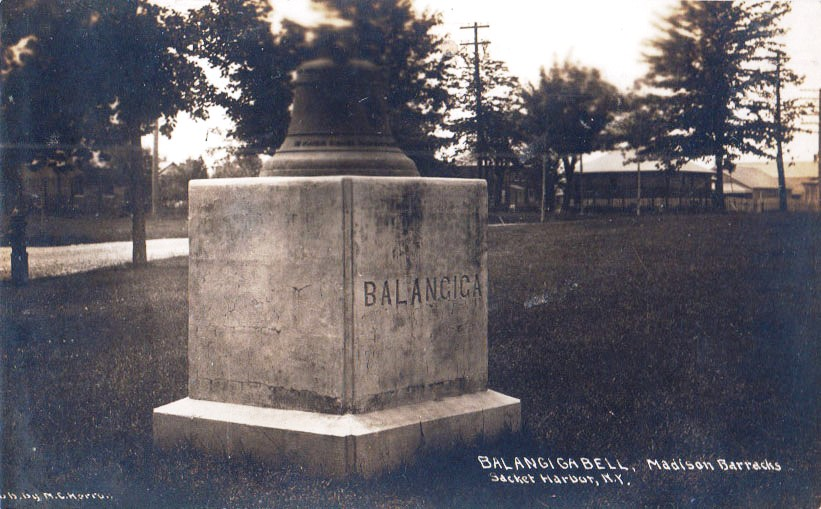
Dzwon sygnalizacyjny wystawiony w Madison Barracks w Sackets Harbor, gdzie stacjonował 9 Pułk Piechoty na przełomie XIX i XX wieku. Dzwon został później przeniesiony do bazy wojskowej Camp Red Cloud w Korei

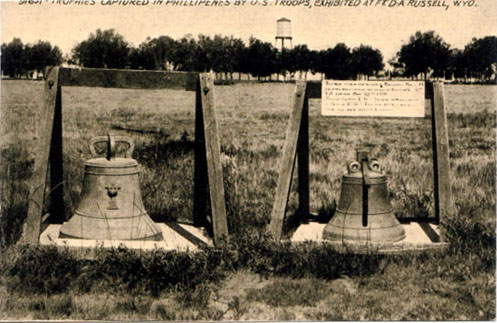
Dwa dzwony wystawione w Fort D.A. Russel (obecnie Baza Sił Powietrznych im. Francisa E. Warrena), około roku 1910

W ramach odwetu generał Jacob H. Smith, na rozkaz prezydenta Theodore’a Roosevelta, rozpoczął akcję pacyfikacji wyspy Samar. Została ona zlecona żołnierzom piechoty morskiej, którymi dowodził generał Littleton Waller. Smith nakazał swoim podwładnym zamienienie wyspy w pustkowie, jej doszczętne spalenie oraz zniszczenie pól i trzody. Zalecił nie brać jeńców podczas odzyskiwania kontroli amerykańskiej nad terytorium i zastrzelić każdego filipińskiego mężczyznę powyżej dziesiątego roku życiu zdolnego do noszenia broni i opierania się wojsku Stanów Zjednoczonych. Smith ponosił odpowiedzialność, według niektórych szacunków, za śmierć nawet 50 tys. filipińskich cywilów. Amerykańscy żołnierze zdobyli również i zabrali trzy dzwony z miejscowego kościoła, a następnie przetransportowali je do Stanów Zjednoczonych jako łupy wojenne. Dokonana grabież miała też za zadanie uniemożliwić przetopienie dzwonów na broń. Pojedynczy dzwon sygnalizacyjny znalazł się w posiadaniu 9 Pułku Piechoty. Przedstawiciele tej jednostki wojskowej utrzymywali, że został on im podarowany przez wieśniaków, gdy żołnierze wycofywali się z Balangiga 9 kwietnia 1902 roku. Faktycznie dzwon został im podarowany przez żołnierzy 11 Pułku Piechoty, którzy zabrali wszystkie trzy dzwony podczas przenoszenia się z Balangigi do Tacloban 18 października 1901 roku.
Po latach Smith i jego podwładny Waller zostali postawieni przed sądem wojskowym za zbrodnie wojenne przeciwko ludności cywilnej, ściśle za zabójstwo 11 tubylców i praktykowanie tortur. Podczas procesu obaj oficerowie utrzymywali, że jedynie wykonywali rozkazy. Waller został oczyszczony z zarzutów. Smitha uznano za winnego, upomniano i zmuszono do przejścia na emeryturę, przypisując mu odpowiedzialność za amerykańską politykę wobec wyspy Samar.

## Przeniesienie do Stanów Zjednoczonych
Po walkach w Balangidze miasto zostało zdobyte 29 września 1901 roku przez 55 żołnierzy z Kompanii G 9 Pułku Piechoty. Jednostka ta opuściła miasto tego samego dnia i została zastąpiona przez 132 ludzi z Kompanii K i L 11 Pułku Piechoty, którzy stacjonowali w Balangidze do 18 października 1901 roku. Kiedy wojskowi z 11 Pułku Piechoty opuszczali wyspę, zabrali ze sobą dzwony wydobyte ze spalonego kościoła i armatę znajdującą się wcześniej na placu przed kościołem. Dzwony zostały zabrane, jako że jeden z nich został użyty przez Filipińczyków do zasygnalizowania ataku na Kompanię C; miało to także uniemożliwić ich późniejsze przetopienie na armaty i bagnety. Wszystkie trzy dzwony pozostawały pod opieką kwatermistrza kapitana Roberta Alexandra w kwaterze 11 Pułku Piechoty w Tacloban.
Najmniejszy dzwon sygnalizacyjny, który zapowiadał atak Filipińczyków na wojska amerykańskie znajdujące się w Balangidze, został przekazany przez 11 Pułk Piechoty przedstawicielom 9 Pułku Piechoty w ich kwaterze w Calbayog na kilka miesięcy przez powrotem żołnierzy 9 Pułku do domu. Amerykanie powrócili do San Francisco 27 czerwca 1902 roku. Dzwon trafił do starych koszar Madison Barracks w Sackets Harbor, gdzie wybudowano ceglany postument, na którym go postawiono. W 1928 roku został przeniesiony do Fort Lewis w Tacoma. Następnie był przechowywany w Muzeum 2. Dywizji Piechoty w bazie wojskowej Camp Red Cloud w Uijeongbu w Korei Południowej. Wcześniej był także wystawiony w siedzibie jednostki znajdującej się w bazie Camp Hovey.
11 Pułk Piechoty opuścił Filipiny w lutym 1904 roku, zabierając ze sobą dwa większe dzwony i przenosząc się do Fortu D.A. Russell w Wyoming w dniu 23 marca 1904 roku. 16 maja 1905 roku dziennik „Cheyenne Daily Leader” informował, że zagrabiona armata została zamontowana na placu apelowym wraz z innymi trofeami z Filipin – dwa duże dzwony wysokie na trzy stopy i armata o wielkości siedmiu stóp zostały wystawione przed masztem flagowym na placu apelowym fortu.
Nad jednym z dzwonów umieszczono napis:

ang. This bell hung in the church at Balangiga, Samar, PI, and rung the signal for the attack on Company C, 9th U.S. Infantry, Sept 29 [28], 1901. Taken by Company L, 11th Infantry and detachment of Company K, 11th Infantry, the first units to reach the scene after the massacre.
Ten dzwon wisiał w kościele w Balangiga na wyspie Samar na Filipinach i dał sygnał do ataku na Kompanię C 9 Pułku Piechoty Stanów Zjednoczonych 29 [28] września 1901 roku. Zabrany przez Kompanię L 11 Pułku Piechoty i oddział Kompanii K 11 Pułku Piechoty, pierwsze jednostki, które dotarły na miejsce masakry.

Napis błędnie przypisywał jednostkom 11 Pułku Piechoty, jakoby miały pierwsze dotrzeć do miejsca, w którym lokalna ludność dokonała ataku na wrogie wojska. Zmieniono go w 1911 roku, uwzględniając Kompanię G 9 Pułku Piechoty jako tę, która była odpowiedzialna za odbicie Balangigi. 11 Pułk Piechoty przeniósł się w 1913 roku do Teksasu, dwa duże dzwony pozostały jednak w bazie w Wyoming.
W 1930 roku fort im. D.A. Russella został przemianowany na Fort im. Francisa E. Warrena w celu uhonorowania senatora z Wyoming, wyróżnionego najwyższym amerykańskim odznaczeniem wojskowym, Medalem Honoru. Armia Stanów Zjednoczonych po raz kolejny porzuciła fort w kwietniu 1941 roku, kiedy dwie ostatnie jednostki artylerii opuściły bazę, ponownie pozostawiając dzwony na swoim miejscu. W 1947 roku dawną bazę wojskową przekształcono w bazę lotniczą, służącą szkoleniu lotników. Dzwony natomiast stały się eksponatami w kolekcji Narodowego Muzeum Sił Powietrznych Stanów Zjednoczonych.
W 1967 roku pułkownik Robert J. Hill, dowódca 90 Skrzydła Rakietowego, zlecił wzniesienie zakrzywionej ściany z czerwonej cegły w parku trofeów, aby ochronić i wyeksponować dzwony. Na ścianie umieszczono tablicę z brązu, na której opisano historię starcia zbrojnego w Balangiga.
Jeszcze w 1987 roku na odwrocie obu dzwonów widoczny był niewyraźny napis, który informował o ich wykorzystaniu przez Filipińczyków do nadania sygnału do ataku na Kompanię C 9 Pułku Piechoty stacjonującego w Balangidze we wrześniu 1901 roku:

ang. USED BY PHILIPPINOS

TO SOUND SIGNAL FOR MASSACRE

OF COMPANY „C” NINTH INFANTRY

AT BALANGIGA P.l.

28TH SEPTEMBER 1901

W 1979 roku odkryto, że armata wykonana z brązu, którą również zagrabiono z Balangiga, została odlana w Londynie w 1557 roku i nosiła monogram Marii I Tudor. Już w 2001 roku dzwony oraz ponadczterystuletni falkonet znajdowały się w szklanej gablocie.

## Próby odzyskania dzwonów
W 1935 roku major Eugenio Daza, który w 1901 roku był jednym z ośmiu głównych spiskowców dowodzących grupie Filipińczyków, a zarazem jednym z dwóch oficerów biorących udział w wydarzeniach w Balangidze, złożył oświadczenie zatytułowane „Balangiga su Historia en la Revolucion el 28 de Septiembre la 1901”, w którym szczegółowo opisał przebieg zdarzeń i okoliczności towarzyszących starciu, choć jego bezpośrednia relacja jest czasem kwestionowana. Wspomnienie Dazy zakończyło się apelem o zwrot dzwonów:

ang. one of the bells which were rung on that memorable day of the heroic battle, was taken by the Americans to the United States. Could we secure its return? That depends on the patriotism of our leaders and the good will of the American people
jeden z dzwonów, który zabił w pamiętnym dniu bohaterskiej bitwy, został zabrany przez Amerykanów do Stanów Zjednoczonych. Czy możemy zapewnić jego zwrot? To zależy od patriotyzmu naszych przywódców i dobrej woli narodu amerykańskiego

Najwcześniejsze wzmianki o zainteresowaniu zwrotem dzwonów pochodzą z listu datowanego na 25 listopada 1957 roku, który ks. Horacio de la Costa z Wydziału Historii Uniwersytetu Ateneum Manilskiego napisał do Chipa Wardsa, historyka w dowództwie 13 Armii Powietrznej Stanów Zjednoczonych stacjonującej w bazie Clark Air Base. Duchowny zauważył w nim, że dzwony z herbami franciszkańskimi należały do franciszkanów i powinny zostać zwrócone na Filipiny. W następnym roku grupa amerykańskich franciszkanów z Guihulngan ponownie napisała list do Wardsa, stwierdzając, że dwa duże dzwony są własnością franciszkanów.
W 1987 roku Tomas Gomez III, pełniący wówczas funkcję konsula generalnego w konsulacie filipińskim w Honolulu, otrzymał od Johna Witecka korespondencję dotyczącą dzwonów. Walter Kundis, przyjaciel Witecka, odkrył dzwony w Bazie Sił Powietrznych im. Francisa E. Warrena w Cheyenne. Witeck napisał również do senatora z Hawajów Sparka Matsunagi, prosząc go o pomoc w powrocie dzwonów na Filipiny. Senator Matsunaga z kolei napisał do Departamentu Sił Powietrznych, ale otrzymał negatywną odpowiedź.

ang. By sharing the bells, we share the agonies they represent, and then we can close this chapter of our history.
Dzieląc się dzwonami, dzielimy się cierpieniami, które one reprezentują, a wtedy możemy zamknąć ten rozdział naszej historii.

Administracja prezydenta Filipin Fidela Ramosa zainicjowała próby odzyskania jednego lub więcej dzwonów, zabiegając o to u administracji Billa Clintona w połowie lat 90. W 1994 roku podczas bezpośredniego spotkania Ramosa z Clintonem na Filipinach prezydent Stanów Zjednoczonych zaoferował zwrot dzwonów z Balangigi w duchu fair play. Jednakże Roy Daza, przedstawiciel Ramosa wysłany do Stanów Zjednoczonych w sprawie dzwonów, został poinformowany, że oferta Clintona została uznana za nielegalną w niektórych kręgach Departamentu Stanu. Rząd Stanów Zjednoczonych był nieugięty w twierdzeniu, że dzwony są jego własnością, ich zwrócenie wymagałoby aktu normatywnego uchwalonego przez Kongres, a Kościół katolicki nie ma w tej sprawie nic do powiedzenia. Konferencja Episkopatu Filipin utrzymywała, że dzwony kościelne nie powinny uchodzić za trofea wojenne W 1998 roku Ramos zaproponował odlanie dwóch nowych dzwonów, aby każdy kraj zachował oryginał i duplikat. Filipiński ambasador w Stanach Zjednoczonych Raul Rabe dwukrotnie odwiedził Cheyenne, starając się zdobyć poparcie dla tej propozycji. Nie odniósł jednak sukcesu.
W 2002 roku filipiński Senat zatwierdził Uchwałę Senatu nr 393, której autorem był Aquilino Pimentel Jr., wzywającą administrację prezydent Glorii Macapagal-Arroyo do podjęcia formalnych negocjacji ze Stanami Zjednoczonymi w sprawie zwrotu dzwonów.
W 2005 roku biskup diecezji Borongam, Leonardo Yuzon Medroso, napisał list otwarty skierowany do prezydenta George’a W. Busha, Kongresu Stanów Zjednoczonych i Komisji Helsińskiej, zwracając się z prośbą o ułatwienie zwrotu dzwonów. W tym samym roku komisja weteranów z Wyoming opowiedziała się za zwrotem reliktów wojny filipińsko-amerykańskiej, ale gubernator stanu Dave Freudenthal stwierdził, że nie zgadza się z opinią komisji i sprzeciwia się zwrotowi dzwonów. W czerwcu 2003 roku kongresmen Bob Filner przedstawił projekt uchwały wzywającej prezydenta do zezwolenia na przeniesienie własności jednego z dzwonów na mieszkańców Filipin. Trzy lata później, w październiku 2006 roku Filner dołączył do Eda Case’a i Dany Rohrabachera, razem przedkładając uchwałę wzywającą prezydenta do zezwolenia na zwrot dzwonów kościelnych.

ang. Give us back those Balangiga bells. They are ours. They belong to the Philippines. They are part of our national heritage. Please return it. That is painful for us.
Oddajcie nam te dzwony z Balangiga. Są nasze. Należą do Filipin. Są częścią naszego dziedzictwa narodowego. Proszę, zwróćcie je. To jest dla nas bolesne.

W 2007 roku Napoleon Abueva, filipiński artysta i rzeźbiarz, napisał list do Kristie Kenney, ambasador Stanów Zjednoczonych na Filipinach, prosząc o pomoc w odzyskaniu dzwonów. W tym samym roku filipiński senator Manny Villar przedłożył uchwałę wyrażającą znaczenie Senatu w sprawie zwrotu na Filipiny dzwonów z Balangiga, które zostały zabrane przez wojska amerykańskie z miasta Balangiga w prowincji Samar w 1901 roku.
Mieszkańcy Balangigi poprosili Stany Zjednoczone o zwrot dzwonów kościelnych po tym, gdy otrzymali pomoc od amerykańskiego wojska po uderzeniu tajfunu Haiyan w miasto w 2013 roku. Prezydent Rodrigo Duterte zażądał zwrotu dzwonów w swoim orędziu o stanie państwa z 24 lipca 2017 roku skierowanym do Kongresu Filipin, ale nie poruszył tej kwestii podczas spotkania z prezydentem Donaldem Trumpem w listopadzie 2017 roku podczas 31. szczytu Stowarzyszenia Narodów Azji Południowo-Wschodniej. W lutym 2018 roku amerykańscy politycy Randy Hultgren i Jim McGovern sprzeciwili się zwrotowi dzwonów na Filipiny z powodu wątpliwości dotyczących przestrzegania praw człowieka w związku z toczącą się filipińską wojną narkotykową, którą wypowiedział Duterte.

## Powrót dzwonów na Filipiny
ang. The history of these bells spans the entire relationship between the United States and the Philippines. In the process, they have touched many lives. And their return underscores the enduring friendship between our countries, our shared values, and shared sacrifices.
Historia tych dzwonów obejmuje cały związek między Stanami Zjednoczonymi a Filipinami. W jego trakcie dotknęły one wielu istnień. A ich powrót podkreśla trwałą przyjaźń między naszymi krajami, nasze wspólne wartości i wspólne poświęcenie.

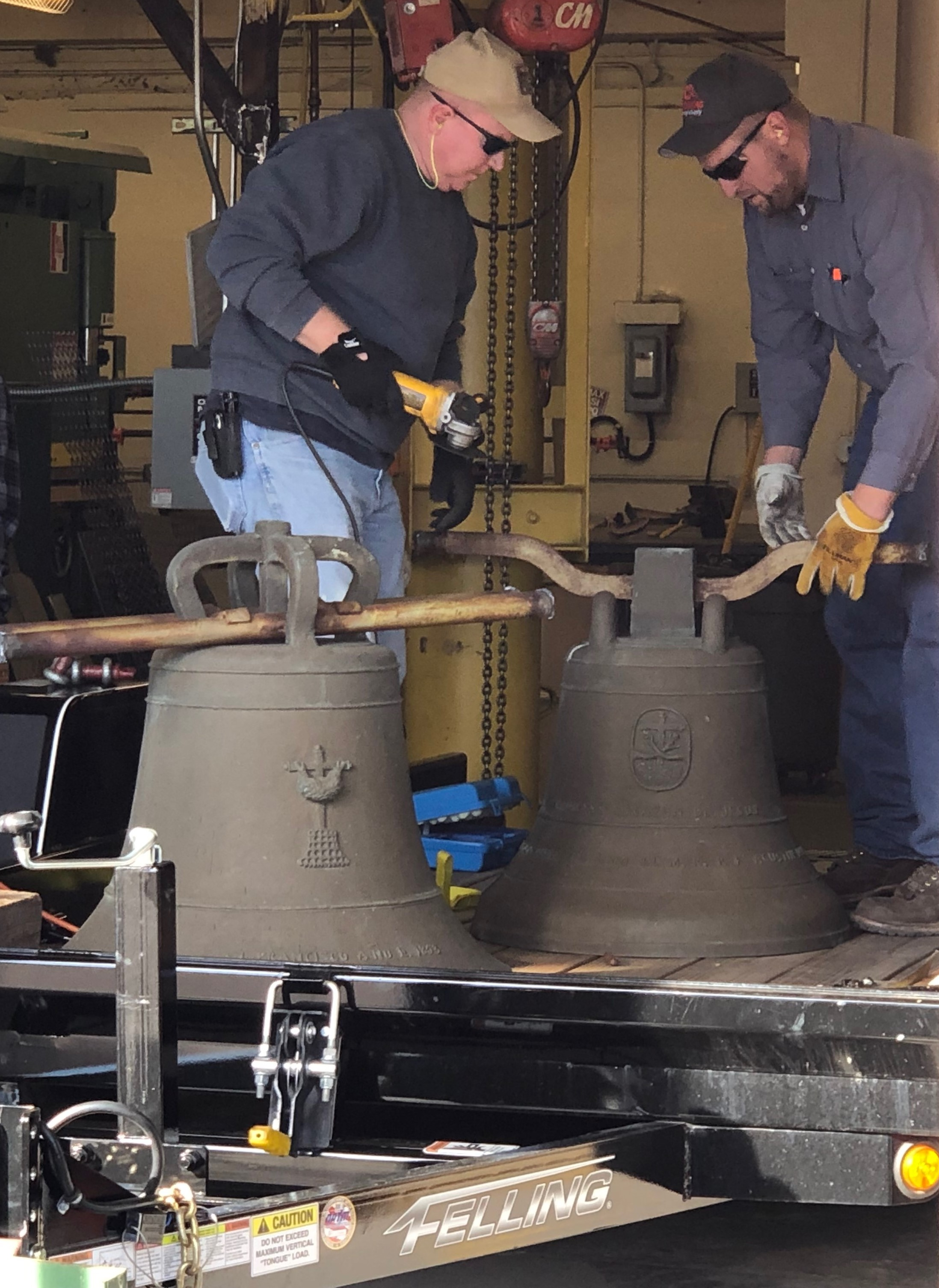
Dwa dzwony z Balangigi po ich usunięciu z ekspozycji w Bazie Sił Powietrznych im. Francisa E. Warrena w stanie Wyoming

Dzwony zostały odrestaurowane i zwrócone Filipinom w grudniu 2018 roku.
Podczas szczytu Stowarzyszenia Narodów Azji Południowo-Wschodniej w 2017 roku filipiński sekretarz obrony narodowej Delfin Lorenzana spotkał się z sekretarzem obrony Stanów Zjednoczonych Jamesem Mattisem i poruszył kwestię dzwonów z Balangigi. Mattis osobiście zobowiązał się do zapewnienia zwrotu dzwonów podczas spotkania z prezydentem Rodrigo Duterte, a następnie poszukiwał przepisów umożliwiających zgodny z prawem powrót dzwonów na Filipiny. Jose Manuel Romualdez, filipiński ambasador w Stanach Zjednoczonych, ujawnił w wywiadzie dla CNN Philippines, że prezydent Duterte podczas spotkania na szczycie Stowarzyszenia Narodów Azji Południowo-Wschodniej w Clark w październiku 2017 roku osobiście poprosił Mattisa o zwrot dzwonów.
Ustawa National Defense Authorization Act, określająca roczny budżet i wydatki Departamentu Obrony, została zmieniona w wyniku wysiłków lobbingowych dra Henry’ego B. Howarda i wynajętych przez niego firm lobbingowych, aby wyraźnie zezwolić na zwrot dzwonów z Balangigi poprzez powierzenie sekretarzowi obrony Mattisowi prawa do decydowania w tej sprawie. W sierpniu 2018 roku sekretarz Mattis poinformował Kongres, że Departament Obrony zamierza zwrócić dzwony Filipińczykom. W tym samym miesiącu ambasada Stanów Zjednoczonych na Filipinach wydała oświadczenie, iż Departament Obrony powiadomił Kongres o planowanym zwrocie dzwonów na Filipiny w bliżej nieokreślonym terminie.
Departament Obrony ogłosił następnie, że dwa dzwony znajdujące się w Bazie Sił Powietrznych im. Francisa E. Warrena zostaną przekazane przez sekretarza Mattisa ambasadorowi Romualdezowi 15 listopada 2018 roku w Cheyenne. Trzeci dzwon przebywający w Korei Południowej również był gotowy do przeniesienia. Dwa dzwony z Wyoming zostały następnie wysłane w podróż morską do Filadelfii w celu wykonania prac restauracyjnych na koszt dra Howarda, a następnie wyruszyły w drogę do Japonii, gdzie dołączyły do trzeciego dzwonu.
10 grudnia 2018 roku wszystkie trzy dzwony kościelne znajdowały się w Kadena Air Base w Japonii w oczekiwaniu na powrót na Filipiny. Następnego ranka ambasada Stanów Zjednoczonych na Filipinach poinformowała, że dzwony znajdują się na pokładzie samolotu Lockheed C-130 Hercules należącego do Sił Powietrznych Stanów Zjednoczonych i zmierzają do Manili.

### Przybycie do Manili

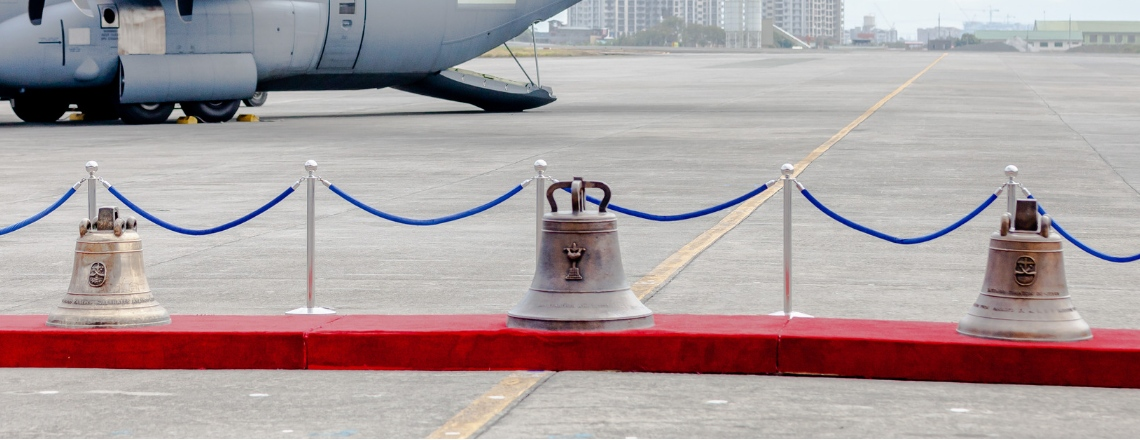
Dzwony z Balangigi wystawione w Villamor Air Base podczas uroczystości z okazji ich powrotu. Dzwon umieszczony po lewej stronie został zatrzymany przez 9 Pułk Piechoty w Camp Red Cloud w Korei Południowej; jest on najmniejszym z trzech dzwonów. Dzwon znajdujący się pośrodku jest największy; był on, razem z dzwonem umieszczonym po prawej stronie, wystawiony w parku trofeów w Bazie Sił Powietrznych im. Francisa E. Warrena w Cheyenne w stanie Wyoming

Dzwony przybyły na Filipiny do Villamor Air Base 11 grudnia 2018 roku. 15 grudnia 2018 roku zwrócono je do kościoła w Balangidze, gdzie pierwotnie zajęły miejsce na tymczasowym betonowym postumencie. Podczas pobytu w Manili do 13 grudnia dzwony były wystawione dla zwiedzających w Muzeum Lotnictwa Filipińskich Sił Powietrznych.
13 grudnia 2018 roku Crispin Varquez, biskup diecezjalny Borongan, wydał oświadczenie, w którym sprzeciwił się propozycji zawartej w Uchwale nr 965 filipińskiego Senatu, przedłożonej przez senatora Juana Miguela Zubiriego 6 grudnia 2018 roku, w której wzywał on rząd filipiński do umieszczenia jednego z trzech dzwonów w Muzeum Narodowym Filipin w Manili. Przedstawiciele Kościoła katolickiego stwierdzili, że dzwony są nie tylko przedmiotami historycznymi, ale i sakralnymi, które wzywają wiernych do modlitwy i uwielbienia i dlatego prawowicie należą do kościoła. Zubiri określił to oświadczenie jako aroganckie. Dyrektor Muzeum Narodowego Jeremy Barns wyraził smutek z powodu zaistniałego incydentu i stwierdził, że muzeum nie było zaangażowane w uchwałę Zubiriego, ani nie zostało poinformowane o niej przed faktem jej zaistnienia.

### Powrót na wyspę Samar
Dzwony zostały przetransportowane samolotem Lockheed C-130 Hercules, należącym do Filipińskich Sił Powietrznych, do pobliskiego miasta Guiuan, przylatując na miejsce 14 grudnia. Zostały one następnie dostarczone do Balangigi po dwugodzinnej podróży drogowej. Następnego dnia dzwony zostały przekazane miastu Balangiga. Podczas ceremonii, w której uczestniczył prezydent Rodrigo Duterte, burmistrzowi Randy’emu Grazy zostało wręczone zaświadczenie o przeniesieniu zabytków. Duterte zadzwonił jednym z dzwonów i zauważył, że zasługa zwrotu dzwonów należy do narodu Ameryki i do narodu Filipin.
Trzy dzwony kościelne zostały zwrócone do kościoła parafialnego św. Wawrzyńca (San Lorenzo de Martir) 15 grudnia 2018 roku. W niedzielę następnego dnia przed świtem jeden z dzwonów zabił z okazji Simbang Gabi, dziewięciodniowej serii mszy odprawianych przez katolików filipińskich w oczekiwaniu na Boże Narodzenie, co miało miejsce w tym kościele po raz pierwszy od 1901 roku.
Udana kampania dotycząca zwrotu dzwonów miała miejsce dzięki lobbingowi dra Henry’ego B. Howarda w sprawie zmiany ustawy National Defense Authorization Act z 2018 roku i wprowadzeniu odpowiednich zmian przez zastępcę sekretarza obrony Stanów Zjednoczonych dra Josepha Feltera. Dzięki tym wysiłkom pojawiło się wsparcie ze strony organizacji kombatanckich, w tym Veterans of Foreign Wars i American Legion, choć nie było to wymagane przez National Defense Authorization Act. Obie organizacje już po wprowadzeniu zmian w ustawie określającej roczny budżet i wydatki Departamentu Obrony oraz zapowiedzi sekretarza Mattisa dotyczącej powrotu dzwonów na Filipiny przyjęły uchwały popierające zwrot dzwonów z Balangigi. Rolando Borrinaga i byli oficerowie Marynarki Wojennej Stanów Zjednoczonych: Brian Buzzell, Dennis Wright i Dan McKinnon są opisywani jako ci, którzy prowadzili kampanię na rzecz powrotu dzwonów poprzez lobbing organizacji kombatanckich. Ci sami amerykańscy byli żołnierze stali na czele odzyskania w 2016 roku z West Point innego dzwonu kościelnego zabranego w 1901 roku z kościoła św. Piotra i Pawła w Bauang. Równie ważna dla przekonania amerykańskich weteranów do poparcia starań o zwrot dzwonów była praca Grupy Badawczej Balangiga. W jej skład wchodzili: Rolando Borrinaga, brytyjski dziennikarz Bob Couttie i E. Jean Wall, córka Adolpha Gamlina, amerykańskiego żołnierza 9 Pułku Piechoty, który przeżył atak Filipińczyków w 1901 roku.

### Uchwała Senatu nr 653
W 2021 roku Senat Filipin wydał uchwałę nr 653, w której wyraził głęboką wdzięczność Senatu Filipin za zwrot przez rząd Stanów Zjednoczonych dzwonów i uznanie wysiłków tych, którzy ułatwili ich powrót. Uchwała szczególnie doceniła starania arcybiskupa Manili kardynała Luisa Antonio Taglego, kontradmirała Daniela W. McKinnona Jr., kapitana Dennisa L. Wrighta i kapitana Briana V. Buzzella, którzy kierowali inicjatywą i dostarczali informacji na temat prawa i historii związanych z obecność dzwonów w Wyoming i w Korei Południowej. W uchwale przyznano również, że Towarzystwo Amerykańsko-Filipińskie za pośrednictwem pana Edwina Masona (Hanka) Hendersona, dra Henry’ego B. Howarda i pani Ludmilly L. Kasulke również odegrało znaczną rolę w zwrocie dzwonów, … organizując odrestaurowanie i transport dzwonów oraz dostarczając duplikaty dzwonów w celu odznaczenia 9 Pułku Piechoty. W uchwale zauważono również, że Departament Obrony Stanów Zjednoczonych, dzięki wysiłkom podpułkownika Theodore’a T. Liebreicha z Wojsk Lądowych Stanów Zjednoczonych, dra Josepha H. Feltera, zastępcy sekretarza obrony, i sekretarza obrony Jamesa Mattisa, zwrócił dzwony z Balangiga ludności Balangiga.

## Wątpliwości dotyczące autentyczności zwracanych dzwonów
Eugenio Roy Daza, wnuk kapitana Eugenio Dazy, członka sztabu Vicente Lukbána, który pomógł w zorganizowaniu niespodziewanego ataku na wojskowych 9 Pułku Piechoty w 1901 roku, twierdził, opierając się na pamiętnikach swojego dziadka i dokumentach znalezionych w archiwach Stanów Zjednoczonych, że amerykańscy żołnierze zagrabili tylko jeden dzwon. Jego zdaniem dzwony wystawione w bazie wojskowej w Wyoming pochodziły nie z kościoła w Balangigi, ale z innych filipińskich kościołów.